# Polynôme de Kazhdan-Lusztig
En mathématiques, plus précisément en théorie des représentations, un polynôme de Kazhdan-Lusztig {\displaystyle P_{y,w}(q)} est l'un des éléments d'une famille de polynômes à coefficients entiers introduite par David Kazhdan et George Lusztig en 1979. Ils sont indexés par les couples d'éléments (y, w) d'un groupe de Coxeter W, qui peut notamment être le groupe de Weyl d'un groupe de Lie.

## Motivation et historique
Au printemps 1978, Kazhdan et Lusztig étudient les représentations de Springer du groupe de Weyl d'un groupe algébrique sur les groupes de cohomologie {\displaystyle \ell }-adique associés aux classes de conjugaison unipotentes. Ils trouvent une nouvelle construction de ces représentations sur le corps des complexes (Kazhdan et Lusztig 1980a). La représentation admet deux bases naturelles et la matrice de transition entre ces deux bases est essentiellement donnée par les polynômes de Kazhdan-Lusztig. La construction réelle par Kazhdan et Lusztig de leurs polynômes est plus élémentaire. Kazhdan et Lusztig l'ont utilisé pour construire une base canonique dans l'algèbre de Hecke du groupe de Coxeter et ses représentations.
Dans leur premier article, Kazhdan et Lusztig mentionnent que leurs polynômes étaient liés au défaut de dualité de Poincaré locale pour les variétés de Schubert. Dans Kazhdan & Lusztig (1980b), ils réinterprètent cela en termes de la cohomologie d'intersection (en) définie par Mark Goresky et Robert MacPherson, et donnent une autre définition d'une telle base en termes de dimensions de certains groupes de cohomologie d'intersection.
Les deux bases de la représentation de Springer ont rappelé à Kazhdan et Lusztig les deux bases du groupe de Grothendieck de certaines représentations de dimension infinie des algèbres de Lie semi-simple, données par les modules de Verma (en) et les modules simples. Cette analogie, et les travaux de Jens Carsten Jantzen et Anthony Joseph reliant les idéaux primitifs (en) des algèbres enveloppantes aux représentations des groupes de Weyl, ont conduit aux conjectures de Kazhdan-Lusztig.

## Définition
Fixons un groupe de Coxeter W ayant pour système générateur S, et notons {\displaystyle \ell (w)} la longueur d'un élément w (la plus petite longueur d'une expression pour w en tant que produit d'éléments de S). L'algèbre de Hecke de W a une base d'éléments {\displaystyle T_{w}} pour {\displaystyle w\in W} sur l'anneau {\displaystyle \mathbb {Z} [q^{1/2},q^{-1/2}]}, avec multiplication définie par
{\displaystyle {\begin{aligned}T_{y}T_{w}&=T_{yw},&&{\text{si }}\ell (yw)=\ell (y)+\ell (w)\;;\\(T_{s}+1)(T_{s}-q)&=0,&&{\text{si }}s\in S.\end{aligned}}}
La deuxième relation quadratique implique que chaque générateur Ts est inversible dans l'algèbre de Hecke, l'inverse étant Ts−1 = q−1Ts + q−1 − 1 . Ces inverses satisfont à la relation (Ts−1 + 1)(Ts−1 − q−1) = 0 (obtenue en multipliant la relation quadratique pour Ts par −Ts−2q−1), ainsi que la relation de tresse. Il en résulte que l'algèbre de Hecke a un automorphisme D qui envoie q1/2 sur q−1/2 et chaque Ts sur Ts−1. Plus généralement, on a {\displaystyle D(T_{w})=T_{w^{-1}}^{-1}} ; de plus, on voit que D est une involution.
Les polynômes de Kazhdan–Lusztig Pyw(q) sont indexés par une paire d'éléments y, w de W, et déterminés de manière unique par les propriétés suivantes.
- Ils valent 0 sauf si y ≤ w (dans l'ordre de Bruhat de W), 1 si y = w, et pour y < w leur degré est au plus (ℓ(w) − ℓ(y) − 1)/2.
- Les éléments

{\displaystyle C'_{w}=q^{-{\frac {\ell (w)}{2}}}\sum _{y\leq w}P_{y,w}T_{y}}
sont invariants par l'involution D de l'algèbre de Hecke. Les éléments {\displaystyle C'_{w}} forment une base de l'algèbre de Hecke en tant que {\displaystyle \mathbb {Z} [q^{1/2},q^{-1/2}]}-module, appelé la base de Kazhdan-Lusztig.
Pour établir l'existence des polynômes de Kazhdan-Lusztig, Kazhdan et Lusztig ont donné une procédure récursive simple pour calculer les polynômes Pyw(q) en termes de polynômes plus élémentaires notés Ryw(q), qui sont définis par
{\displaystyle T_{y^{-1}}^{-1}=\sum _{x}D(R_{x,y})q^{-\ell (x)}T_{x}.}
Ces derniers polynômes peuvent être calculés en utilisant les relations de récurrence
{\displaystyle R_{x,y}={\begin{cases}0&{\mbox{si }}x\not \leq y\;;\\1&{\mbox{si }}x=y\;;\\R_{sx,sy}&{\mbox{si }}sx<x{\mbox{ et }}sy<y\;;\\R_{xs,ys}&{\mbox{si }}xs<x{\mbox{ et }}ys<y\;;\\(q-1)R_{sx,y}+qR_{sx,sy}&{\mbox{si }}sx>x{\mbox{ et }}sy<y.\end{cases}}}
Les polynômes de Kazhdan-Lusztig peuvent alors être calculés de manière récursive en utilisant la relation
{\displaystyle q^{{\frac {1}{2}}(\ell (w)-\ell (x))}D(P_{x,w})-q^{{\frac {1}{2}}(\ell (x)-\ell (w))}P_{x,w}=\sum _{x<y\leq w}(-1)^{\ell (x)+\ell (y)}q^{{\frac {1}{2}}(-\ell (x)+2\ell (y)-\ell (w))}D(R_{x,y})P_{y,w}}
en utilisant le fait que les deux termes de gauche sont des polynômes en q1/2 et q−1/2 sans termes constants. Ces formules sont fastidieuses à utiliser à la main pour un rang supérieur à 3 environ mais elles sont bien adaptées aux ordinateurs, et la seule limite au calcul des polynômes de Kazhdan-Lusztig avec elles est que pour un rang élevé, le nombre de ces polynômes dépasse la capacité de stockage des ordinateurs.

## Exemples
- Si y ≤ w alors Py,w a un terme constant égal à 1.
- Si y ≤ w et ℓ(w) − ℓ(y) ∈ {0, 1, 2} alors Py,w = 1.
- Si w = w0 est l'élément le plus long du groupe de Coxeter fini (en) alors Py,w = 1 pour tout y.
- Si W est le groupe de Coxeter de type A1 ou A2 (ou plus généralement n'importe quel groupe de Coxeter de rang au plus 2) alors Py,w vaut 1 si y ≤ w et 0 sinon.
- Si W est le groupe de Coxeter de type A3, avec pour générateurs S = {a, b, c} où a et c commutent, alors Pb,bacb = 1 + q et Pac,acbca = 1 + q, ce qui donne des exemples de polynômes non constants.
- Les valeurs simples des polynômes de Kazhdan – Lusztig pour les groupes de petit rang ne sont pas typiques des groupes de rang élevé. Par exemple, pour la forme scindée de E8, le polynôme de Lusztig-Vogan le plus compliqué (une variante des polynômes de Kazhdan-Lusztig, voir ci-dessous) est

{\displaystyle {\begin{aligned}152\,q^{22}&+3\,472\,q^{21}+38\,791\,q^{20}+293\,021\,q^{19}+1\,370\,892\,q^{18}+4\,067\,059\,q^{17}+7\,964\,012\,q^{16}\\&+11\,159\,003\,q^{15}+11\,808\,808\,q^{14}+9\,859\,915\,q^{13}+6\,778\,956\,q^{12}+3\,964\,369\,q^{11}+2\,015\,441\,q^{10}\\&+906\,567\,q^{9}+363\,611\,q^{8}+129\,820\,q^{7}+41\,239\,q^{6}+11\,426\,q^{5}+2\,677\,q^{4}+492\,q^{3}+61\,q^{2}+3\,q\end{aligned}}}
- (Polo 1999) démontre que n'importe quel polynôme ayant des coefficients entiers naturels et un terme constant égal à 1 est le polynôme de Kazhdan-Lusztig d'un certain couple d'éléments d'un groupe symétrique convenable.

## Conjectures de Kazhdan-Lusztig
Les polynômes de Kazhdan-Lusztig apparaissent comme des coefficients de transition entre la base canonique et la base standard de l'algèbre de Hecke. L'article dans Inventiones contient également deux conjectures équivalentes, connues maintenant sous le nom de conjectures de Kazhdan-Lusztig, qui relient les valeurs de leurs polynômes en 1 avec des représentations de groupes de Lie et d'algèbres de Lie semi-simples complexes, proposant ainsi une solution à un vieux problème en théorie des représentations.
Soit W un groupe de Weyl fini. Pour chaque w ∈ W, notons Mw le module de Verma (en) de plus haut poids −w(ρ) − ρ, où ρ est la demi-somme des racines positives (ou vecteur de Weyl), et soit Lw son unique quotient irréductible, le module simple de plus haut poids (en) −w(ρ) − ρ. Alors Mw et Lw sont tous deux des modules de poids localement finis sur l'algèbre de Lie complexe semi-simple g ayant pour groupe de Weyl W, de sorte qu'ils admettent un caractère formel (en). On note ch(X) le caractère d'un g-module X. Les conjectures de Kazhdan-Lusztig affirment :
{\displaystyle \operatorname {ch} (L_{w})=\sum _{y\leq w}(-1)^{\ell (w)-\ell (y)}P_{y,w}(1)\operatorname {ch} (M_{y}),}
{\displaystyle \operatorname {ch} (M_{w})=\sum _{y\leq w}P_{w_{0}w,w_{0}y}(1)\operatorname {ch} (L_{y}),}
où w0 est l'élément de longueur maximale du groupe de Weyl.
Ces conjectures ont été prouvées indépendamment sur des corps algébriquement clos de caractéristique zéro par Alexander Beilinson et Joseph Bernstein et indépendamment par Jean-Luc Brylinski et Masaki Kashiwara. Les méthodes introduites dans le cours de la preuve ont guidé le développement de la théorie des représentations tout au long des années 1980 et 1990, sous le nom de théorie des représentations géométrique.

### Remarques
1. On sait que les deux conjectures sont équivalentes. De plus, le principe de translation de Borho (en)-Jantzen implique que w(ρ) − ρ peut être remplacé par w(λ + ρ) − ρ pour n'importe quel poids entier dominant λ. Ainsi, les conjectures de Kazhdan-Lusztig décrivent les multiplicités de Jordan-Hölder des modules de Verma dans tout bloc entier régulier de la catégorie O de Bernstein-Gelfand-Gelfand.
2. Une interprétation similaire de tous les coefficients des polynômes de Kazhdan-Lusztig découle de la conjecture de Jantzen, qui dit en gros que les coefficients individuels de Py,w sont des multiplicités de Ly dans un certain sous-quotient du module de Verma déterminé par une filtration canonique, la filtration de Jantzen. La conjecture de Jantzen dans le cas entier régulier a été prouvée dans un article ultérieur de (Beilinson et Bernstein 1993).
3. David Vogan a montré comme conséquence des conjectures que
{\displaystyle P_{y,w}(q)=\sum _{i}q^{i}\dim(\operatorname {Ext} ^{\ell (w)-\ell (y)-2i}(M_{y},L_{w}))}
et que {\displaystyle \operatorname {Ext} ^{j}(M_{y},L_{w})} est trivial si {\displaystyle j+\ell (w)+\ell (y)} est impair, de sorte que les dimensions de tous ces groupes Ext dans la catégorie O sont déterminées en termes de coefficients de polynômes de Kazhdan-Lusztig. Ce résultat démontre que tous les coefficients des polynômes de Kazhdan-Lusztig d'un groupe de Weyl fini sont des entiers naturels. Cela dit, la positivité pour le cas d'un groupe de Weyl fini W était déjà connue à partir de l'interprétation des coefficients des polynômes de Kazhdan-Lusztig comme dimensions des groupes de cohomologie d'intersection, indépendamment des conjectures. À l'inverse, la relation entre les polynômes de Kazhdan-Lusztig et les groupes Ext peut théoriquement être utilisée pour prouver les conjectures, bien que cette approche pour les prouver se soit avérée plus difficile à mettre en œuvre.
4. Certains cas particuliers des conjectures de Kazhdan-Lusztig sont faciles à vérifier. Par exemple, M1 est le module de Verma anti-dominant, dont on sait qu'il est simple. Cela signifie que M1 = L1, ce qui établit la deuxième conjecture pour w = 1, puisque la somme se réduit à un seul terme. D'autre part, la première conjecture pour w = w0 découle de la formule des caractères de Weyl et de la formule de caractère d'un module de Verma, ainsi que du fait que tous les polynômes de Kazhdan-Lusztig {\displaystyle P_{y,w_{0}}} sont égaux à 1.
5. (Kashiwara 1990) a prouvé une généralisation des conjectures de Kazhdan-Lusztig aux algèbres de Kac-Moody symétrisables.

## Relation avec la cohomologie d'intersection des variétés de Schubert
Par la décomposition de Bruhat l'espace des drapeaux G/B du groupe algébrique G qui a pour groupe de Weyl W est une réunion disjointe d'espaces affines Xw paramétrée par les éléments w de W. Les fermetures de ces espaces Xw sont appelées variétés de Schubert, et Kazhdan et Lusztig, suivant une suggestion de Pierre Deligne, ont montré comment exprimer les polynômes de Kazhdan-Lusztig en termes des groupes de cohomologie d'intersection de variétés de Schubert.
Plus précisément, le polynôme de Kazhdan-Lusztig Py,w(q) est égal à
{\displaystyle P_{y,w}(q)=\sum _{i}q^{i}\dim \mathrm {IH} _{X_{y}}^{2i}({\overline {X_{w}}}),}
où chaque terme dans le membre de droite signifie : prendre le complexe IC des faisceaux dont l'hyperhomologie est l'homologie d'intersection de la variété de Schubert de w (la fermeture de la cellule Xw), prendre sa cohomologie de degré 2i, puis prendre la dimension de la fibre de ce faisceau en n'importe quel point de la cellule Xy dont la fermeture est la variété de Schubert de y. Les groupes de cohomologie de dimension impaire n'apparaissent pas dans la somme car ils sont tous nuls.
Cela a donné la première preuve que tous les coefficients des polynômes de Kazhdan-Lusztig pour les groupes de Weyl finis sont des entiers naturels.

## Généralisation aux groupes réels
Les polynômes de Lusztig-Vogan (également appelés polynômes de Kazhdan-Lusztig ou polynômes de Kazhdan–Lusztig–Vogan) ont été introduits dans Lusztig & Vogan (1983). Ils sont analogues aux polynômes de Kazhdan-Lusztig, mais sont adaptés aux représentations de groupes de Lie semi-simples réels et jouent un rôle majeur dans la description conjecturale de leur dual unitaire. Leur définition est plus compliquée, ce qui reflète la complexité relative des représentations des groupes réels par rapport aux groupes complexes.
La distinction, dans les cas directement liés à la théorie des représentations, s'explique au niveau des doubles classes ; ou, en d'autres termes, d'actions sur les analogues des variétés de drapeaux complexes G/B où G est un groupe de Lie complexe et B un sous-groupe de Borel. Le cas d'origine (KL) décrit alors les détails de la décomposition
{\displaystyle B\backslash G/B},
un thème classique de la décomposition de Bruhat, incarné pour le groupe linéaire dans la géométrie des cellules de Schubert dans une grassmannienne. Le cas LV part d'une forme réelle (en) GR de G, d'un sous-groupe compact maximal KR dans ce groupe semi-simple GR, et de la complexification (en) K de KR. Alors, l'objet d'étude pertinent est
{\displaystyle K\backslash G/B} .
En mars 2007, une équipe dirigée par Vogan a annoncé que les polynômes de Lusztig-Vogan avaient été calculés pour la forme scindée de E8.

## Généralisation à d'autres objets en théorie des représentations
Le deuxième article de Kazhdan et Lusztig établit un cadre géométrique pour la définition des polynômes de Kazhdan-Lusztig, à savoir la géométrie des singularités des variétés de Schubert dans la variété des drapeaux. Une grande partie des travaux ultérieurs de Lusztig consiste à explorer des analogues des polynômes de Kazhdan-Lusztig dans le contexte d'autres variétés algébriques singulières naturelles apparaissant dans la théorie des représentations, en particulier les fermetures d'orbites nilpotentes et les variétés de carquois. Il s'est avéré que la théorie de la représentation des groupes quantiques, les algèbres de Lie modulaires et les algèbres de Hecke affines sont toutes étroitement contrôlées par des analogues appropriés des polynômes de Kazhdan-Lusztig. Ces analogues admettent une description élémentaire, mais leurs propriétés plus profondes nécessaires pour la théorie des représentations découlent de techniques sophistiquées de géométrie algébrique moderne et d'algèbre homologique, telles que l'utilisation de la cohomologie d'intersection, les faisceaux pervers et théorème de décomposition de Beilinson–Bernstein–Deligne.
On conjecture que les coefficients des polynômes de Kazhdan-Lusztig sont les dimensions de certains espaces d'homomorphismes dans la catégorie des bimodules de Soergel. C'est la seule interprétation positive connue de ces coefficients pour des groupes de Coxeter arbitraires.

## Théorie combinatoire
Les propriétés combinatoires des polynômes de Kazhdan-Lusztig et leurs généralisations font l'objet de recherches actuelles actives. Compte tenu de leur importance dans la théorie des représentations et la géométrie algébrique, des tentatives ont été entreprises pour développer la théorie des polynômes de Kazhdan-Lusztig de manière purement combinatoire, en s'appuyant dans une certaine mesure sur la géométrie, mais sans référence à la cohomologie d'intersection et à d'autres techniques avancées. Cela a conduit à des développements passionnants en combinatoire algébrique, tels que le phénomène d'évitement de motifs. Certaines références sont données dans le manuel de (Björner et Brenti 2005). Un livre de niveau recherche sur le sujet est (Billey et Lakshmibai 2000).
En 2005, on ne connaît aucune interprétation combinatoire de tous les coefficients des polynômes de Kazhdan-Lusztig (en tant que cardinaux de certains ensembles naturels), même dans le cas des groupes symétriques, bien qu'il existe des formules explicites dans de nombreux cas particuliers.

## Inégalité
(Kobayashi 2013) a démontré que les valeurs des polynômes de Kazhdan-Lusztig en {\displaystyle q=1} pour les groupes de Coxeter cristallographiques satisfont une certaine inégalité stricte. Soit {\displaystyle (W,S)} un système de Coxeter cristallographique et soient {\displaystyle {P_{uw}(q)}} ses polynômes de Kazhdan-Lusztig. Si {\displaystyle u<w} et {\displaystyle P_{uw}(1)>1}, alors il existe une réflexion {\displaystyle t} tel que {\displaystyle P_{uw}(1)>P_{tu,w}(1)>0} .